# 布拉日夫卡河
布拉日夫卡河（烏克蘭語：Блажівка），是烏克蘭的河流，位於該國西部，流經利沃夫州，屬於切爾哈夫卡河的左支流，河道全長10公里，流域面積42平方公里，支流有沃良卡河。